# 安島富吉
安島 富吉（あじま とみきち、明治元年（1868年）3月 - 没年不詳）、実業家、政治家。福島県磐城郡窪田村の生まれ。窪田村議会議員。家系は安島氏。父は安島信太郎。妻は同郡錦村 助川平蔵の三女 安島ヨテ子。養子は陸軍砲兵伍長安島久。
代々、醤油醸造販売を営むの家系で幼少時、泉藩士 川嶋長麿に師事し、門下の俊才と謳われた。若年より醤油や味噌の醸造に苦心しながら改良を断行。櫻山、富久紫などの逸品を内国博覧会品評会に出展し、名声を揚げる。その後、販路を拡大し相馬郡や茨城県各地に取引店を広げて家運を上昇させ、明治24年（1891年）、東京の各新聞、福島県内の新聞三社の取引店も開業し、「地方新聞ノ覇者」と称された。
明治31年（1898年）に開田区長、明治33年（1900年）には消防小頭第五部長に就任。明治36年（1903年）、窪田村議会議員に当選する。寺社惣代、耕地整理委員会委員、会計主任、磐城醸造組合第四部長に推挙され、地方開拓者として名をしらしめた。公共心厚く、学校、寺社、道路の新築に寄付をし、貧民救助に義捐金を出して、表彰を受け木杯賞詞を授かる。
妻のヨテ子は博愛慈善心に富むとの評があり、養子の久は大日本帝国陸軍仙台野砲兵第二連隊の砲兵伍長を務めた。